# Johann Friedrich Unger
Johann Friedrich Gottlieb Unger (Berlino, 1753 – Berlino, 26 dicembre 1804) è stato un editore e tipografo tedesco.

## Biografia
Era il quinto figlio dell'editore Johann Georg Unger (1715-1788) e sua moglie Susanna Katharine.
Lavorò come apprendista presso il negozio di giornali dell'editore Oberhof Georg Jacob Decker. Nel 1780 Unger aprì un proprio negozio; in cui pubblicava le opere di Johann Wolfgang Goethe, Friedrich Schiller, Friedrich Schleiermacher e Friedrich Schlegel.
Dal 1784 cercò di ottenere l'approvazione per pubblicare quello che sarebbe stato il primo quotidiano di Berlino. Ma questi tentativi furono respinti. Nel 1802, tuttavia, Unger diventò co-proprietario della Vossische Zeitung.